# Египетская грамматика: введение в изучение иероглифов
«Египетская грамматика: введение в изучение иероглифов» (англ. «Egyptian Grammar: Being an Introduction to the Study of Hieroglyphs») — грамматика среднеегипетского языка, составленная А. Х. Гардинером и впервые опубликованная в 1927 г. Наряду с подобными трудами египтологов А. Эрмана и Г. Лефевра, относится к «классическим» грамматикам и до сегодняшнего дня остаётся одним из лучших учебников по изучению египетского языка и письменности.

## Период
В книге рассматривается среднеегипетский (классический) язык, к которому относят литературные произведения эпохи Среднего царства (IX—XIII династии, ок. 1980—1760 гг. до н. э.) и язык некоторых надписей, которые встречаются на памятниках в более поздний период — до время правления XVIII династии (ок. 1539—1292 гг. до н. э.). Много веков спустя к среднеегипетскому языку также обратились писцы XXV (Кушитской) и XXVI (Саисской) династий (ок. 722—525 гг. до н. э.), которые начали возрождать архаический для них стиль письма: 1.

## Структура
Во введение А. Х. Гардинером даётся общее описание египетского языка, египетской письменности, краткая история египетской филологии, краткий обзор египетской литературы. Далее дано 33 урока (наиболее сложные и существенные темы — египетские глагольные формы — изложены в уроках 21-32). Список некоторых уроков:
1. Направление письма. Фонограммы. Алфавит. Транслитерация. Слабые согласные.
2. Идеограммы. Детерминативы. Род. Глагольные и неглагольные предложения.
3. Двусогласные знаки. Звуковые дополнения. Суффиксальные местоимения. Предложения с m сказуемости. Глагольная форма sDm.f.
4. Трёхсогласные знаки. Зависимые местоимения. Неопределённо-личное местоимение tw. Прилагательные. Сравнение. Обобщённые понятия
5. Особенности иероглифического письма. Независимые местоимения. Порядок слов. Глагольная форма sDm.n.f. Глагольные предложения как придаточные-существительные.
6. Число существительных и прилагательных. Status pronominalis. Относительные прилагательные (нисбы).
7. Синтаксис существительных и местоимений. Сочинительная и разделительная связь.
8. Синтаксис прилагательных. Эквиваленты некоторых русских прилагательных, местоимений и наречий. Отрицание. Предложения существования или наличия.
9. Указательные местоимения и прилагательные. Эквиваленты русских притяжательных местоимений. Предложения, выражающие принадлежность.
10. Предложения с наречным сказуемым.
11. Предложения с именным или местоименным сказуемым.
12. Предложения с прилагательным в роли сказуемого.
13. Предварительное выделение. Предлоги.
14. Предлоги (продолжение).
15. Придаточные предложения. Именные придаточные.
16. Определительные придаточные.
17. Наречия. Наречные придаточные.
18. Прямая и косвенная речь. Неэнклитические частицы.
19. Энклитические частицы. Междометия.
20. Числа. Меры и веса.

К урокам даны упражнения, в том числе на письмо иероглифами. После уроков приведены дополнения: вокализация среднеегипетского языка, транскрипция египетских собственных имён, список сгруппированных по темам иероглифических знаков, египетско-английский и англо-египетский словари, грамматический и орфографический указатель, общий указатель.

## Издания
1-е — 1927 год, издано в Оксфорде изд-ом «Clarendon Press». 

2-е — 1950 год, полностью переработанное, издано в Лондоне от имени Института Гриффита и Музея Ашмола изд-ом «Oxford University Press». 

3-е — 1957 год, исправленное, издано в Оксфорде изд-ом Института Гриффита, ISBN 978-0-900416-35-4. Книга большого формата (22×29см), в ней 646 страниц.